# Philippe Helbert
Pour les articles homonymes, voir Helbert.
Philippe Helbert, né le 28 décembre 1955 à Noyal-sur-Vilaine (Ille-et-Vilaine), est un footballeur français.

## Biographie
Cet attaquant est finaliste de la Coupe de France 1980 avec l'US Orléans.

## Palmarès
- Finaliste de la Coupe de France 1980 avec l'US Orléans